# AC97
AC'97（全名 Audio Codec '97）是Intel于1997年为个人电脑音频编解码器部分（Codec）制定的标准，由Intel Architecture Labs发表。该标准涉及声卡，主板和调制解调器，标准规定了音频系统必须达到的最低指标和上述设备之间的通信互连方式。
该标准涵盖了以下两种组件，以及连接两种组件之间的 AC Link 数字协议：
- AC'97 数字控制器（AC'97 digital controller，也称 DC97），集成在芯片组的南桥部分
- AC'97 音频与调制解调编码器（audio and modem codec），由多个供应商提供，其中包含 AC'97 架构的模拟部分。该芯片可位于独立的PCI声卡（一般会配套独立的声效处理芯片及DSP），也可集成于主板。

技术方面，AC97最低要求能够对16bit或20bit,48KHz采样率的立体声输入输出信号进行编解码，放音部分最高则支持96KHz采样率的音频，输出信噪比要求达到最少90db。最高可支持6声道。标准同时对于机箱前置音频接口的接线方法进行定义。理论上说，达到这一标准的个人电脑可录放CD机水平的音效。
AC97标准经过了4次修订。最新的标准是2002年的AC97 2.3版本。修订的内容主要针对扩展功能和主板兼容性。
AC97标准最终被Intel于2004年的“HD Audio总线”（High Definition Audio Bus）标准取代，该标准不提供对AC'97的向前兼容性，但HD Audio总线具有更高的指标并解决了AC97系统最受诟病的采样率转换（SRC）问题。

## AC97的SRC问题
如上所述，AC97 CODEC解码部分要求输入CODEC的信号必须是16或20位的48KHz或96KHz信号。如果不是这样采样率的信号输入，就强制将其转换成48KHz输出。AC97 CODEC基准频率一般由一枚24MHz的晶振产生，所以原理上只能对整数倍频（如12KHz, 32KHz）进行无损转换，而非整数倍的转换，只能采取估算截尾的方式，势必减少精度，降低音质。这一过程被称为“采样率转换”（Sample Rate Conversion，缩写为SRC）。
48KHz的采样标准是由DAT数字音频磁带（1987年）推出，之后一系列较新的数字音频格式也采用此标准，包括当时非常时兴的DVD和DV录像带音频部分（即MPEG-2标准）。然而，一个不可忽略的事实是，业界绝大多数的音频信号源和专业录音室提供的（比如电脑游戏配乐录音）却是更早期CD的数字音频标准采用的44.1KHz采样率，而AC97解码器注定不能以整数倍转换44.1KHz信号（包括其倍频22.05KHz），由此所造成的音频损失，导致重视音质用户的不满。于是一些厂家如Cirrus Logic在处理部分使用更复杂的算法，但只能减少音质损失的程度而不能消除，只能算是亡羊补牢之举。总体上SRC问题被认为AC97一项根本性的技术缺陷。因此替代品HDAS则着重解决这一问题，新标准采用了双晶振支持采样率双重标准。
AC97标准制定前的极少数PCI声卡和相关CODEC则是以44.1KHz及其倍频为解码标准的，代表性的如Ensoniq（后被创新公司收购）于1996年上市的Audio PCI 1000/3000系列，这些旧规格声卡至今仍受到一些小众爱好者的追捧，虽然是在AC97标准制定之前发布，这一系列声卡的音质规格实际上也完全能达到AC97音质标准。一些人声称Ensoniq声卡“完全没有SRC问题”，其实也是不准确的，因为他们对48KHz音频及其倍频信号则会产生转换损失。在HDAS标准制定之前也有少数的非AC97标准声卡（多为音乐欣赏用高级民用品或专业品）已经在使用双晶振方案，如2000年度Terratec公司的DMX 24/96。

## 外部連結
- AC'97 Component Specification（页面存档备份，存于）, Revision 2.3, Intel Corporation, April 2002